# CFUクラブチャンピオンシップ
CFUクラブチャンピオンシップは、北中米カリブ海サッカー連盟のうち、カリブ海諸国、および一部の南アメリカの国・地域で構成する「カリブ海サッカー連合」加盟サッカークラブチームが参加するカップ戦である。

## 概要
1997年設立。それまでカリブ海諸国は北中米のクラブ選手権「CONCACAFチャンピオンズカップ（チャンピオンズリーグ）」に直接参加するが、出場枠確保のための予選の成績により毎年出場できるとは限らない状態だった。
そこで、CONCACAFチャンピオンズリーグのカリブ海予選と位置づけた大会を設立。カリブ海サッカー連合に加盟する30の国・地域のクラブチームランキングを基に出場枠を設定して、その出場枠に該当する国・地域の国内1部リーグ戦の上位クラブによるホーム・アンド・アウェー方式のトーナメントで競う。2019年以降の出場権は域内のプロリーグを有する国・地域のみに限定され、セミプロ及びアマチュアリーグのチームは、新たに創設された大会、カリビアン・クラブ・シールドに出場する。
決勝戦進出クラブと、3位決定戦勝利クラブの3チームが、CONCACAFチャンピオンズリーグに進出していたが、2017年大会以降は、優勝クラブのみが翌年の本大会出場権を得る。準優勝クラブ、3位クラブとプレーオフの勝者（4位クラブとカリビアン・クラブ・シールドの優勝クラブが対戦）はCONCACAFリーグに出場し、中米地区やカナダのクラブと本大会出場権を争う。